# Ткаченко, Евгений Николаевич
Евге́ний Никола́евич Ткаче́нко (1923—2002) — украинский художник. Автор многочисленных портретов, пейзажей, жанровых сцен и станковых композиций. Жил и работал в Одессе, Киеве, Черкассах.
Работы Е. Н. Ткаченко отличаются импрессионистическим изысканным колоритом и тонким чувством эпохи 1950—1970-е годы.

## Биография
Родился 21 января 1923 года в селе Монастырище Ичнянского района Черниговской области в семье военнослужащего и учительницы. По долгу службы отца, семья переезжала почти каждый год из города в город, поэтому Евгений учился в разных школах в разных городах. Окончил десятилетку в 1941 году в г. Черкассы.
Во время обучения в школе, в октябре 1937 года, отец художника, Николай Кузьмич, был арестован.
28 декабря 1959 года дело по обвинению было пересмотрено.
6 января 1960 года Евгений Ткаченко получил справку, о том, что его отец, Ткаченко Николай Кузьмич, был полностью реабилитирован посмертно.
Участник Великой Отечественной войны 1941—1945 годов. Воевал на 2-м Украинском фронте. Получил тяжёлое ранение головы в боях в Корсунь-Шевченковской битве (1944) и был демобилизован.
Вернувшись с фронта, поступил в Черкасский педагогический институт (1945) на факультет русского языка и литературы, после окончания которого некоторое время работал учителем в школе. Писал этюды с натуры, брал уроки в студии рисования.
В 1949 году поступает в Одесское художественное училище имени М. Б. Грекова, факультет художественно-педагогического отделения. Преподаватели — Михаил Тодоров и Леонид Мучник, Григорий Крижевский.
Попав в атмосферу творчества Кириак Костанди, Геннадий Ладыженский, Алексей Шовкуненко, Павел Волокидин, он сумел трансформировать в своих работах достижения лучших представителей Южнорусской школы. Окончив художественное училище (1954), Е. Н. Ткаченко работает в Черкасском Союзе художников в мастерских фонда, создавая эскизы декоративных панно. В этом же году Евгений Ткаченко женился. Жена — Наталья. В 1955 родился сын — Леонид. С 1954 года жил и работал в г. Черкассы.
Во второй половине 1950-х годов художник проводит много времени в Киеве, где создаёт цикл картин, посвящённых возрождению послевоенного города.
Участник городских, областных и зарубежных художественных выставок с 1961 год.
Конец 1960-х стал переломным в творчестве мастера, в его работах этого периода прослеживаются тенденции живописного поиска, формирования своей индивидуальной стилистики.
В 1972 год проходит первая персональная выставка художника, где он представляет весь спектр своего творчества.
С 1979 года регулярно принимает участие в «Седневских пленэрах», где открывает для себя колорит пейзажей Черниговщины.
Умер Евгений Ткаченко — 26 августа 2002 года. Похоронен в г. Черкассы.
Произведения художника хранятся в музеях, галереях и частных коллекциях в Украине, Молдове, России, Польше, Испании, Германии и Великобритании.

## Выставки
1961, Выставка членов областного общества художников, г. Черкассы
Картины «Лодки», «Сирень», «В саду», «Вишенка», «В школьном саду», «Полёт в космос», «Радостный день», «Письма с фронта»
1964, Областная художественная выставка, посвящённая 150-летию со дня рождения Тараса Шевченко, г. Черкассы
Картины «Улица Свердлова», «Причал», «Утро», «Яхты», «Затон», «Новый дом», «Арбуз», «Картошка», «З забороною писати і малювати…»
1967, Областная художественная выставка, г. Черкассы
Картины «Тётка Степанида», «Весна», «Земля и солнце», «Купальщицы»
1968, Областная художественная выставка, г. Черкассы
Картины «Городской пейзаж», «К весне», «Мои друзья», «Купальщики», «Переход», «Городской пейзаж», «Стихи», «Нина»
1972, Первая персональная выставка, г. Черкассы
Было представлено 200 работ, из них 150 картин написанные маслом, 50 — графика
1977, Выставка работ черкасских художников, посвящённая 60-летию Великого Октября
Картина «Николай Островский»
1983, Выставка, посвящённая 40-летию освобождения Черкасс, г. Черкассы
Картины «Медсестра», «Фронтовые письма»
1987, Международная выставка черкасских художников, г. Быдгощ, Польша
Картины «Портрет студентки», «Соседки»
1988, Городская выставка, посвящённая 70-тилетию Вооружённых сил СССР, г. Черкассы.
Картина «Часовой»
1995, Персональная выставка, г. Черкассы
Было представлено 111 картин, из которых лишь три из экспонировавшихся на предыдущей персональной выставке в 1972 г.
1998, Персональная выставка, посвящённая 55-летию освобождения г. Черкасс

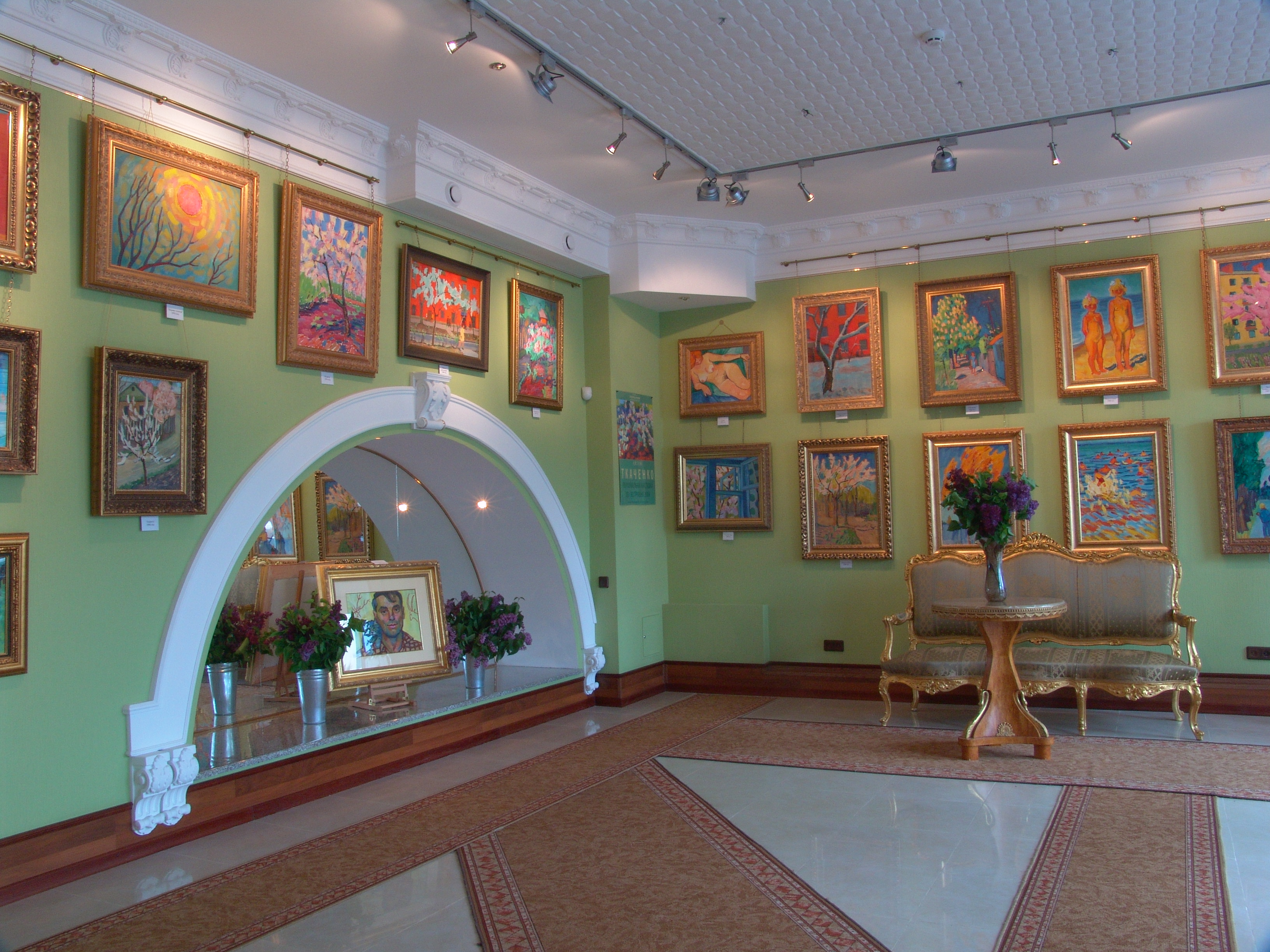
Персональная выставка «Живопись — это солнце», 2006 г.

Было представлено 7 картин на военную тематику
2006, Персональная выставка «Живопись — это солнце», г. Киев, «Антикварный салон на Владимирской»
Было представлено 97 работ разных периодов творчества художника
2008, Проект «Большой Антикварный Салон», г. Киев, Украинский дом
Картины «В парке», «В цвету», «Обнажённая на рыжих волосах»
2018, Персональная выставка «Три палитры», г. Киев, Арт-галерея «Павловка»
Было представлено 25 работ
2018, Персональная выставка «Обнажённая чувственность», г. Киев, Музей выдающихся деятелей украинской культуры
Было представлено 22 работы, написанные в жанре «Ню»
2019, Персональная выставка «Это мой Город», г. Черкассы, Черкасский художественной музей.
Было представлено 50 картин
2020, Персональная выставка «Одесса, ты в сердце моём», г. Одесса, Творческое пространство «Диалоги»
Было представлено 30 картин